# 스코틀랜드 U-15 축구 국가대표팀
스코틀랜드 U-15 축구 국가대표팀(스코트어: Nederlands voetbalelftal onder 15)은 스코틀랜드을 대표하는 15세 이하의 축구 국가대표팀으로, 스코틀랜드의 축구 관리 기관인 스코틀랜드 축구 협회의 관리를 받는다